# Wulfhilda de Barking
Wulfhilda de Barking fue una abadesa anglosajona, considerada como santa por la Iglesia católica y la Iglesia ortodoxa.

## Vida
Wulfhilda nació en 940. Era hija de un noble de Wessex llamado Wulfhelm, y fue criada y educada por monjas benedictinas, comunidad a la que se unió cuando llegó a la edad apropiada. Alrededor del año 970 fue nombrada abadesa de la abadía de Barking por Edgar el Pacífico. Bajo el liderazgo de Wulfhilda, el monasterio floreció y se amplió.
Según Goscelin de Saint-Bertin, las monjas de Barking protestaron contra su abadesa Wulfhilda, y Elfrida la depuso, aunque volvió a otorgarle el puesto veinte años más tarde. La degradación podría haber sido provocada por los celos de Elfrida, cuando su marido Edgar podría haber tenido interés romántico en Wulfhilda.
Murió alrededor del año 1000 y fue enterrada en la abadía. Fue enterrada junto a otras dos santas: Hildelith y Ethelberga.